# Kalpak

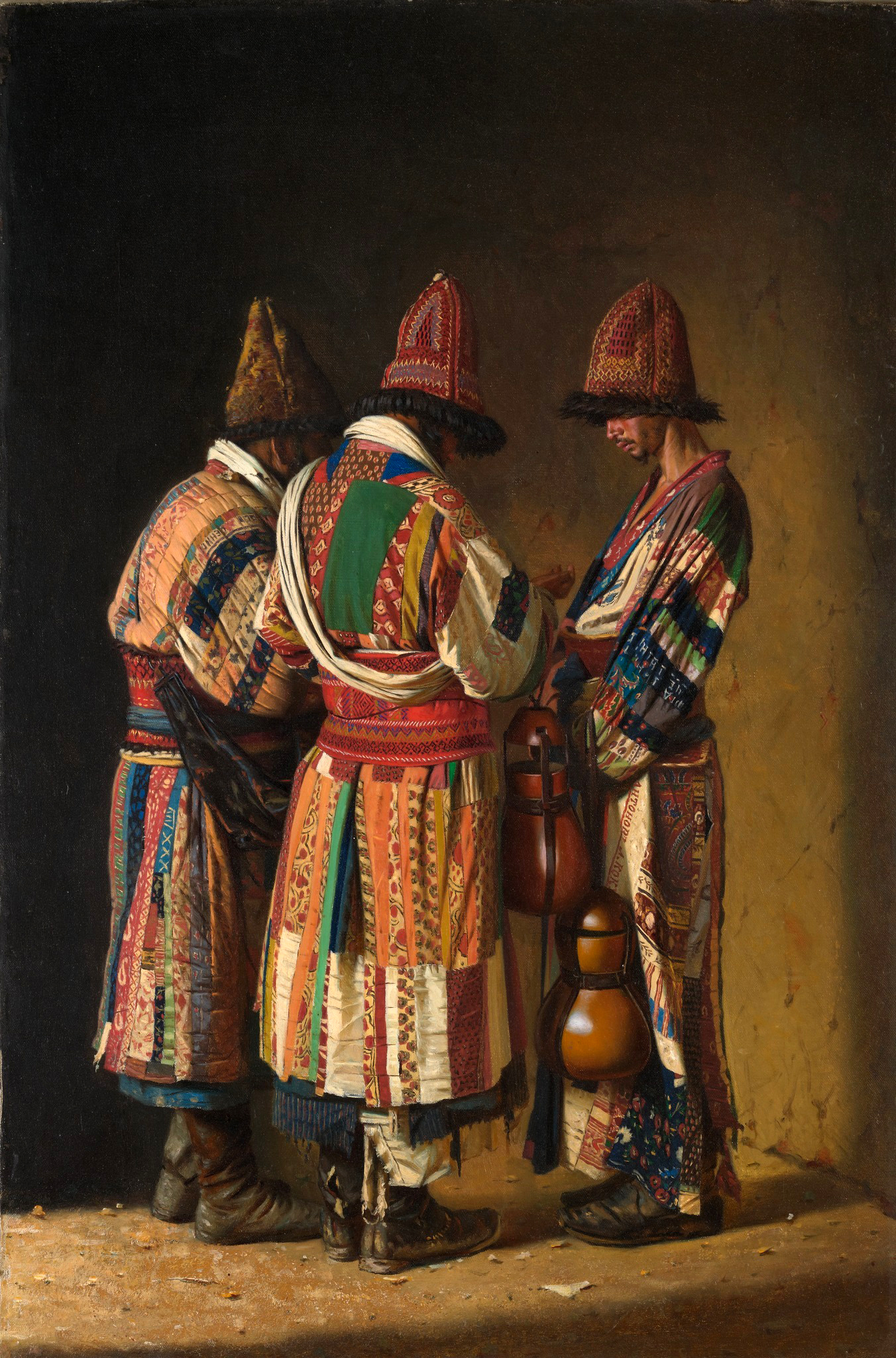
Dervisci, di Vasilij Vasil'evič Vereščagin

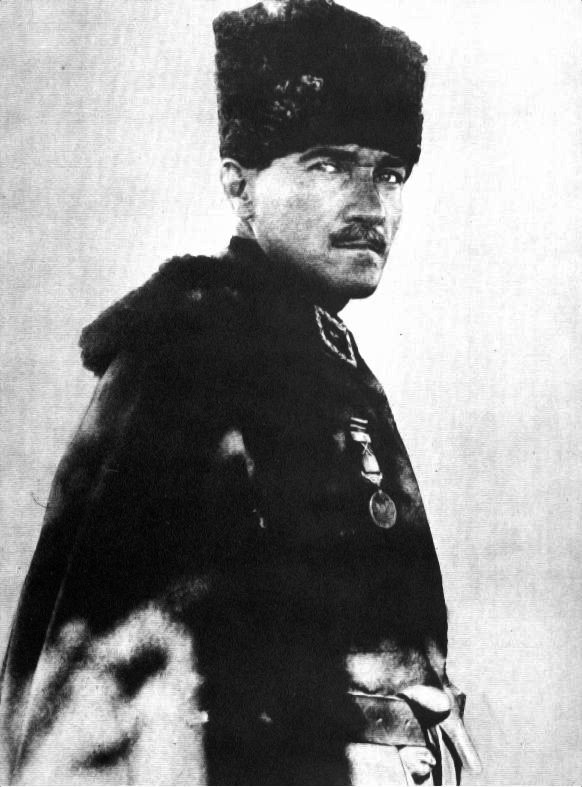
Mustafa Kemal Atatürk con indosso un kalpak di stile turco

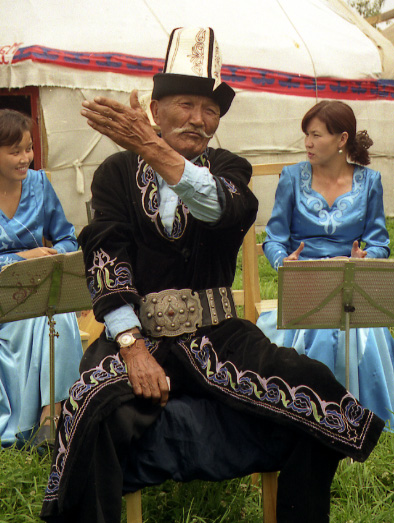
Un manaschi kirghiso indossa un kalpak. I kalpak bianchi si usano spesso per occasioni speciali

Il kalpak, chiamato anche calpack, calpac, kalpac o qalpaq (dal turco kalpak [kaɫˈpak]; in kazako қалпақ?, qalpaq; in bulgaro калпак?; in kirghiso калпак?, entrambi [qɑlpɑ́q], in greco καλπάκι?, kalpaki; in ucraino ковпак?, kovpak) è un copricapo maschile a calotta alta (solitamente fatto di feltro o di pelle di pecora) indossato in Turchia, nei Balcani e in tutta l'Asia centrale e il Caucaso.
Il kalpak si usa per tener per la testa al caldo in inverno e per ripararsi dal sole in estate. Ci sono pertanto kalpak diversi per le varie stagioni: i kalpak usati in inverno sono più spessi, mentre quelli usati in estate sono più sottili ma più ampi per riparare meglio.
Ci sono molti stili di kalpak. Di solito possono essere ripiegati piatti per tenerli o portarli quando non si indossano. La tesa può essere completamente rovesciata e a volte presenta uno spacco in modo da poter formare una visiera a due punte. I kalpak bianchi di tipo semplice sono spesso riservati per feste  e occasioni speciali, mentre quelli destinati all'uso quotidiano hanno una fodera di velluto nero. Nelle culture turchiche dell'Asia centrale, hanno una forma affusolata a punta simile a una montagna, piuttosto che la forma cilindrica usata in Turchia.
La parola "kalpak" è anche una componente dell'etnonimo di un gruppo turchico di affinità incerta: i "Karakalpak" (letteralmente "kalpak nero" in karakalpak).
Nel 2019 l'Unesco lo ha decretato come patrimonio immateriale dell'Umanità.